# Tony Gaze
Frederick Anthony Owen „Tony“ Gaze DFC & Two Bars, OAM (* 3. März 1920 in Melbourne; † 29. Juli 2013 in Geelong) war ein australischer Flieger und Automobilrennfahrer.

## Leben
Tony Gaze, der Sohn von Irvine Owen Gaze, einem Teilnehmer der Ross Sea Party und Flieger im Ersten Weltkrieg, war schon in den 1930er-Jahren in seiner Heimat Australien Autorennen gefahren, und einer der australischen Flieger mit den höchsten Auszeichnungen im Zweiten Weltkrieg. Er diente in der RAF und war der erste alliierte Flieger, der am D-Day 1944 in Frankreich landete. Es gelang ihm auch als erstem Australier, im Luftkampf einen Düsenjäger, eine Messerschmitt Me 262, abzuschießen. Hierfür wurde er mit dem Distinguished Flying Cross ausgezeichnet und war somit der einzige Australier, der diese Auszeichnung im Zweiten Weltkrieg drei Mal erhielt.
Nach dem Krieg nahm Gaze seine Rennfahrertätigkeit wieder auf. Er kam nach Großbritannien und kaufte einen Alta, den er bald durch einen HWM ersetzte. 1952 meldete er diesen bei vier Weltmeisterschaftsläufen. Er startete jedoch nur zu drei Rennen, da er sich beim Großen Preis von Italien nicht qualifizieren konnte. Er war der erste Australier, der bei einem Rennen zur Formel-1-Weltmeisterschaft teilnahm.
Nach einigen Erfolgen bei Sportwagenrennen kehrte Gaze 1956 nach Australien zurück und wurde zu einem Pionier des modernen Motorsports in seinem Heimatland. 2006 wurde er für seine Verdienste mit der Medaille des Order of Australia ausgezeichnet.
Er starb im Juli 2013.

## Statistik

### Statistik in der Automobil-Weltmeisterschaft

#### Gesamtübersicht
| Saison | Team      | Chassis | Motor       | Rennen | Siege | Zweiter | Dritter | Poles | schn. Rennrunden | Punkte | WM-Pos. |
| ------ | --------- | ------- | ----------- | ------ | ----- | ------- | ------- | ----- | ---------------- | ------ | ------- |
| 1952   | Tony Gaze | HWM 52  | Alta 2.0 L4 | 3      | −     | −       | −       | −     | −                | −      | NC      |
| Gesamt | Gesamt    | Gesamt  | Gesamt      | 3      | −     | −       | −       | −     | −                | −      |         |

#### Einzelergebnisse
| Saison | 1 | 2  | 3 | 4   | 5   | 6 | 7   | 8 |
| ------ | - | -- | - | --- | --- | - | --- | - |
| 1952   |   |    |   |     |     |   |     |   |
|        |   | 15 |   | DNF | DNF |   | DNQ |   |

| Legende  | Legende            | Legende                                                          |
| Farbe    | Abkürzung          | Bedeutung                                                        |
| -------- | ------------------ | ---------------------------------------------------------------- |
| Gold     | –                  | Sieg                                                             |
| Silber   | –                  | 2. Platz                                                         |
| Bronze   | –                  | 3. Platz                                                         |
| Grün     | –                  | Platzierung in den Punkten                                       |
| Blau     | –                  | Klassifiziert außerhalb der Punkteränge                          |
| Violett  | DNF                | Rennen nicht beendet (did not finish)                            |
| Violett  | NC                 | nicht klassifiziert (not classified)                             |
| Rot      | DNQ                | nicht qualifiziert (did not qualify)                             |
| Rot      | DNPQ               | in Vorqualifikation gescheitert (did not pre-qualify)            |
| Schwarz  | DSQ                | disqualifiziert (disqualified)                                   |
| Weiß     | DNS                | nicht am Start (did not start)                                   |
| Weiß     | WD                 | zurückgezogen (withdrawn)                                        |
| Hellblau | PO                 | nur am Training teilgenommen (practiced only)                    |
| Hellblau | TD                 | Freitags-Testfahrer (test driver)                                |
| ohne     | DNP                | nicht am Training teilgenommen (did not practice)                |
| ohne     | INJ                | verletzt oder krank (injured)                                    |
| ohne     | EX                 | ausgeschlossen (excluded)                                        |
| ohne     | DNA                | nicht erschienen (did not arrive)                                |
| ohne     | C                  | Rennen abgesagt (cancelled)                                      |
| ohne     | keine WM-Teilnahme |                                                                  |
| sonstige | P/fett             | Pole-Position                                                    |
| sonstige | 1/2/3/4/5/6/7/8    | Punktplatzierung im Sprint-/Qualifikationsrennen                 |
| sonstige | SR/kursiv          | Schnellste Rennrunde                                             |
| sonstige | *                  | nicht im Ziel, aufgrund der zurückgelegten Distanz aber gewertet |
| sonstige | ()                 | Streichresultate                                                 |
| sonstige | unterstrichen      | Führender in der Gesamtwertung                                   |

### Le-Mans-Ergebnisse
| Jahr | Team                         | Fahrzeug            | Teamkollege   | Platzierung | Ausfallgrund |
| ---- | ---------------------------- | ------------------- | ------------- | ----------- | ------------ |
| 1956 | Automobiles Frazer Nash Ltd. | Frazer Nash Sebring | Richard Stoop | Ausfall     | Unfall       |

### Einzelergebnisse in der Sportwagen-Weltmeisterschaft
| Saison | Team             | Rennwagen        | 1   | 2   | 3   | 4   | 5   | 6   | 7   |
| ------ | ---------------- | ---------------- | --- | --- | --- | --- | --- | --- | --- |
| 1953   | Graham Whitehead | Aston Martin DB3 | SEB | MIM | LEM | SPA | NÜR | RTT | CAP |
| 1953   | Graham Whitehead | Aston Martin DB3 |     |     | 4   |     |     |     |     |
| 1954   | HWM              | HWM              | BUA | SEB | MIM | LEM | RTT | CAP |     |
| 1954   | HWM              | HWM              |     | DNF |     |     |     |     |     |